# Pharus virescens
Pharus virescens är en gräsart som beskrevs av Johann es Christoph Christian Döll. Pharus virescens ingår i släktet Pharus och familjen gräs. Inga underarter finns listade i Catalogue of Life.